# Старк, Арчи
Арчиба́льд Макфе́рсон Старк (англ. Archibald McPherson Stark; 21 декабря 1897 — 27 мая 1985), более известный как А́рчи Старк (англ. Archie Stark) — американский футболист, нападающий, один из самых знаменитых игроков США 20-х и 30-х годов XX века. Старк провёл девять сезонов в полупрофессиональной лиге NAFBL (National Association Football League) и двенадцать сезонов в профессиональной лиге ASL (American Soccer League). Арчи дважды выходил на поле в форме национальной сборной США, забив при этом 4 мяча. В 1950 году Старк был включён в Национальный зал футбольной славы США.
Согласно исследованиям МФФИС, Старк удерживает мировой рекорд по количеству забитых голов в одном сезоне высшей футбольной лиги.

## Клубная карьера

### Молодость и начало карьеры
Арчибальд Старк родился в Шотландии. Когда ему было тринадцать, он вместе с семьёй перееал в США, в округ Хадсон. Молодой Арчибальд вскоре после переезда вступил в футбольную команду «Уэст Хадсон Джуниорс», где и началась его спортивная карьера. Несмотря на то, что имя в большом футболе Старк сделал себе как нападающий, в своей первой команде он выступал на позиции защитника. Спустя год, в возрасте 14-ти лет, Старк стал игроком-полупрофессионалом, начав выступать в NAFBL за американо-шотландский клуб «Карни Скотс». Всего в «Скотс» Арчибальд провёл четыре сезона, добившись с командой наибольшего успеха в 1915 году: им удалось выиграть Американский кубок (American Cup), а Старк забил единственный гол в финале турнира (против команды «Бруклин Селтик»). В конце сезона 1915/16 он перешёл в клуб «Бэбкок энд Уилкокс», базировавшийся в городе Бейонн.
На время Первой мировой войны в карьере Старка наступил вынужденный перерыв. В 1917 году Арчибальд вступил в ряды армии США. Во время службы он пребывал на территории Франции

### Послевоенное возвращение
В 1919 году, по возвращении Арчибальда в Америку с войны, он присоединился к команде «Патерсон», которая в том же сезоне дошла до финала Национального Кубка вызова, где проиграла клубу «Бетлехем Стил» — одной из будущих команд Арчи, в которой он заработал наибольшую славу. Арчи выступал в составе «Бетлехема» во время их тура по Швеции и Дании в августе-сентябре 1919 года. Затем Арчи перебрался в клуб «Харрисон», игравший в NAFBL. В итоге новая команда Старка стала чемпионами Лиги, но случилось это весьма странным образом: по итогам чемпионата «Бетлехем» имел на одно очко больше и, следовательно, должен был быть объявлен чемпионом, но руководство Лиги приняло непонятное решение о награждении золотыми медалями «Харрисона». «Бетлехем Стил» подал протест в Американскую футбольную ассоциацию, но он был отклонён, а решение о чемпионстве «Харрисона» оставлено в силе. После чемпионского сезона Старк отыграл за «Харрисон» ещё один, но когда было решено сформировать новую более сильную лигу (ASL), перешёл в «Нью-Йорк Филд Клаб», игравший в ней. В новой команде Арчи показал себя как отличный забивной форвард. Все три сезона, особенно последний, Старк забивал почти в каждом матче. В итоге за три года в Нью-Йорке Старк в 69 матчах забил 45 мячей, а в последнем для него в этом клубе (сезон 1923/24) 21 мяч в 25 играх.

### «Бетлехем Стил»
В 1924 «Бетлехем» купил Арчи Старка, одного из ведущих игроков «Нью-Йорка»: у ньюйоркцев была серьёзная финансовая задолженность, и для её погашения игроков стали распродавать. Также «Бетлехем» был одним из самых богатых клубов Лиги и тратил большое количество денег на новых игроков, в основном выходцев из Великобритании. Переход в «Бетлехем» сильно повлиял на дальнейшую карьеру Старка: в новой команде он играл на позиции центрфорварда, а не на месте правого вингера, на котором он играл за «Нью-Йорк». В новом клубе наилучшим для Арчи стал первый сезон: в 44 играх он забил 67 мячей. Этот результат является мировым рекордом по числу мячей за один сезон. В следующем сезоне Арчи завоевал первый трофей в новой команде, а именно Кубок вызова, в котором в финале был повержен «Бен Миллерс» со счётом 7:2, Старк отметился хет-триком. Затем «Бетлехем» выиграл титул чемпиона ASL сезона 1926/27, а также титул победителя ESL (Восточная Футбольная Лига) сезона 1928/29.
В то время происходили так называемые «Футбольные войны». В 1927 ФИФА назвала ASL «лигой без закона». Причиной этому послужили разногласия между ФИФА и Американской федерацией футбола (USSFA) с одной стороны и ASL с другой стороны. Футбольные федерации настаивали на том, чтобы все команды, входящие в ASL обязательно принимали участие в Открытом кубке Соединённых Штатов, однако ASL отказалась вынуждать свои команды в этом, после чего и получила столь нелестные высказывания в свой адрес. На стороне Лиги при этом был федеральный закон, и ASL объявила, что больше не собирается соблюдать правила ФИФА и будет её бойкотировать. ASL была одной из наиболее конкурентоспособных и высокооплачиваемых лиг в мире в то время, и её руководство ожидало, что многие видные игроки продолжат стекаться в ASL вопреки ФИФА. Чтобы изменить положение ASL, USSFA организовал в октябре 1928 конкурирующую лигу — ESL. «Бетлехем Стил», вопреки решению руководства ASL, решил принять участие в Кубке США и был дисквалифицирован за это лигой на семь игр в сезоне 1928/29, после чего руководство клуба решило присоединиться к ESL. Старк и «Бетлехем Стил» играли в ESL два сезона, а затем возвратились в ASL, в которой провели единственный сезон, ставший последним для команды: ни клуб, ни ASL не смогли противостоять финансовым проблемам, наложенным этой ситуацией, и «Футбольные войны» привели к расформированию «Бетлехем Стил» и упадку ASL. После развала «Бетлехема» Старк стал игроком команды «Фолл-Ривер Марксмен», в её составе Арчи участвовал в туре по Европе, однако команда столкнулась с финансовыми проблемами и была вынуждена оставить своих игроков в Будапеште, откуда они добирались в Штаты самостоятельно, третьим классом.

### Окончание карьеры
Затем Арчи Старк перешёл в «Ньюарк Американс», за который выступал в ASL 2 сезона (в 1933 команда распалась); статистика тех сезонов не сохранилась, поэтому неизвестно, сколько мячей забил тогда Арчи.
Следующий сезон стал для Старка последним, но ярким. На смену ASL пришла новая лига, ASL II. Старк выступал в этой лиге в команде «Карни Айриш», с которой выиграл чемпионский титул, в том сезоне он разделил звание лучшего бомбардира с Раццо Кэрролом из «Карни Скотс».

## Карьера в сборной
Несмотря на талант и яркую карьеру, Старк провёл за национальную команду Соединённых Штатов всего два матча, обе игры были против соседей из Канады и проходили в 1925 году. В июне состоялся матч в Квебеке, который хозяева выиграли 1:0. Ответный матч проходил в ноябре в США и был выигран хозяевами со счётом 6:1 благодаря пяти мячам Старка.
Старк приглашался в сборную для участия в первом чемпионате мира, но отказался.
В 1950 году Арчи Старк был включён в Национальный зал футбольной славы США.

## Достижения

### Командные достижения
- Чемпион Американской футбольной лиги: 1926/27
- Обладатель Кубка США: 1925/26
- Обладатель Американского кубка: 1914/15
- Обладатель Кубка АФЛ: 1928

### Личные достижения
- Рекордсмен высших футбольный дивизионов по количеству голов в сезоне: 67 голов
- Лучший бомбардир в истории Американской футбольной лиги: 254 гола
- Лучший бомбардир в истории «Бетлехем Стил»: 296 голов
- Рекордсмен «Бетлехем Стил» по количеству голов в сезоне: 70 голов

## Статистика выступлений
| Клуб               | Сезон            | Лига | Лига | Национальные кубки | Национальные кубки | Национальные кубки | Национальные кубки | Итого | Итого |
| Клуб               | Сезон            | Лига | Лига | Кубки              | Кубки              | Кубок лиги         | Кубок лиги         | Итого | Итого |
| Клуб               | Сезон            | Игры | Голы | Игры               | Голы               | Игры               | Голы               | Игры  | Голы  |
| ------------------ | ---------------- | ---- | ---- | ------------------ | ------------------ | ------------------ | ------------------ | ----- | ----- |
| Карни Скотс        | 1914/15          | -    | -    | 2                  | 1                  | -                  | -                  | 2     | 1     |
| Карни Скотс        | Итого            | 0    | 0    | 2                  | 1                  | 0                  | 0                  | 2     | 1     |
| Уэст Хадсон        | 1916/17          | -    | -    | 1                  | 0                  | -                  | -                  | 1     | 0     |
| Уэст Хадсон        | Итого            | 0    | 0    | 1                  | 0                  | 0                  | 0                  | 1     | 0     |
| Патерсон           | 1918/19          | -    | -    | 3                  | 2                  | -                  | -                  | 3     | 2     |
| Патерсон           | Итого            | 0    | 0    | 3                  | 2                  | 0                  | 0                  | 3     | 2     |
| Эри                | 1919/20          | -    | -    | 3                  | 1                  | -                  | -                  | 3     | 1     |
| Эри                | 1920/21          | 6    | 4    | 6                  | 2                  | -                  | -                  | 12    | 6     |
| Эри                | Итого            | 6    | 4    | 9                  | 3                  | 0                  | 0                  | 15    | 7     |
| Нью-Йорк Филд Клаб | 1921/22          | 21   | 13   | 2                  | 2                  | -                  | -                  | 23    | 15    |
| Нью-Йорк Филд Клаб | 1922/23          | 23   | 11   | 5                  | 6                  | -                  | -                  | 28    | 17    |
| Нью-Йорк Филд Клаб | 1923/24          | 25   | 21   | 7                  | 4                  | -                  | -                  | 32    | 25    |
| Нью-Йорк Филд Клаб | Итого            | 69   | 45   | 14                 | 12                 | 0                  | 0                  | 83    | 57    |
| Бетлехем Стил      | 1924/25          | 44   | 67   | 0                  | 0                  | 2                  | 3                  | 46    | 70    |
| Бетлехем Стил      | 1925/26          | 37   | 43   | 5                  | 7                  | 4                  | 4                  | 46    | 54    |
| Бетлехем Стил      | 1926/27          | 29   | 24   | 3                  | 0                  | 1                  | 2                  | 33    | 26    |
| Бетлехем Стил      | 1927/28          | 50   | 34   | 2                  | 1                  | 4                  | 6                  | 56    | 41    |
| Бетлехем Стил      | 1928/29          | 40   | 50   | 4                  | 6                  | 0                  | 0                  | 44    | 56    |
| Бетлехем Стил      | 1929             | 14   | 15   | 0                  | 0                  | -                  | -                  | 14    | 15    |
| Бетлехем Стил      | 1929/30          | 19   | 28   | 5                  | 6                  | 0                  | 0                  | 24    | 34    |
| Бетлехем Стил      | Итого            | 233  | 261  | 19                 | 20                 | 11                 | 15                 | 263   | 296   |
| Ньюарк Американз   | 1930             | 19   | 12   | 5                  | 4                  | 0                  | 0                  | 24    | 16    |
| Ньюарк Американз   | 1931             | 23   | 6    | 3                  | 1                  | -                  | -                  | 26    | 7     |
| Ньюарк Американз   | Итого            | 42   | 18   | 8                  | 5                  | 0                  | 0                  | 50    | 23    |
| Карни Айриш        | 1933/34          | 24   | 21   | 0                  | 0                  | -                  | -                  | 24    | 21    |
| Карни Айриш        | 1934/35          | 7    | 7    | 1                  | 1                  | -                  | -                  | 8     | 8     |
| Карни Айриш        | Итого            | 31   | 28   | 1                  | 1                  | 0                  | 0                  | 32    | 29    |
| Всего за карьеру   | Всего за карьеру | 381  | 356  | 57                 | 44                 | 11                 | 15                 | 449   | 415   |